# Tranvia di Lecco
La tranvia di Lecco era una linea tranviaria urbana a trazione elettrica che attraversava la città lombarda da Malavedo a Maggianico, servendo il centro cittadino e la stazione ferroviaria. L'impianto fece esercizio fra il 1927 e il 1953.

## Storia

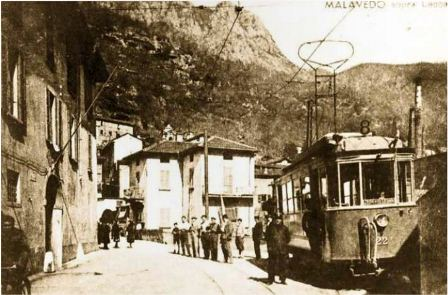
Malavedo, capolinea sul Gerenzone

Agli inizi del XX secolo, a Lecco furono presentati più progetti per l'impianto di una rete tranviaria, che però non furono realizzati per motivi economici.
Nel 1925 la Società Elettrica Comense Alessandro Volta (SECAV), che già eserciva le tranvie comensi, presentò alla città il progetto di una tranvia urbana, che sarebbe stata realizzata contestualmente alla tranvia extraurbana Erba-Lecco, allora in progetto.
La relativa convenzione, siglata in data 14 maggio 1925, prevedeva l'impianto di linee urbane sui percorsi largo Manzoni-corso Vittorio Emanuele (in seguito denominata corso Martiri della Liberazione)-Maggianico e largo Manzoni-via Stoppani-via Cavour-provinciale per la Valsassina-Malavedo. Il successivo Regio decreto del 3 aprile 1926 autorizzò l'avvio dei relativi lavori di costruzione.
La prima tratta, dalla stazione ferroviaria alla località Sant'Ambrogio passante per il centro cittadino fu attivata il 10 maggio 1927; pochi giorni dopo, il 16 maggio, fu inaugurata la linea extraurbana Erba-Lecco, attivata formalmente il 1º gennaio 1928, che nella centrale via Cavour condivideva i binari con la linea urbana assieme alla tratta Stazione-Sant'Ambrogio; contestualmente, la tensione di elettrificazione fu elevata dai 600 V originari a 1200 V.
La linea fu attivata nella sua interezza il 18 ottobre 1929, con l'apertura della tratta stazione-Malavedo, e del breve prolungamento a sud, da Sant'Ambrogio a Maggianico.

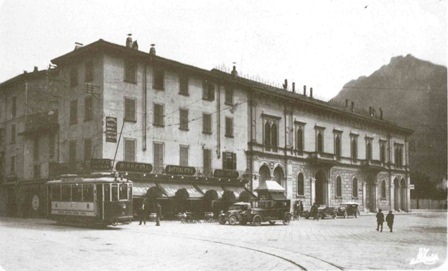
Piazza Garibaldi nel 1925

Il giorno 11 dicembre 1943 la tranvia di Lecco finì nelle cronache per un grave incidente: partita alle 8.05 dal capolinea di Malavedo, all'altezza del ponte sul Gerenzone, una vettura deragliò nel prato sottostante la fermata di Cavalesine, provocando la morte di 14 persone causando il ferimento di altre 31
.
Dopo la seconda guerra mondiale, l'obsolescenza degli impianti e il forte aumento dell'utenza resero largamente insufficiente il servizio tranviario, che il 31 ottobre 1953 venne soppresso e sostituito da un autoservizio. Due anni dopo anche la tranvia per Como avrebbe avuto lo stesso destino.